# Spin Me Round
Spin Me Round ist eine Filmkomödie von Jeff Baena, die im März 2022 beim South by Southwest Film Festival ihre Premiere feierte.

## Handlung
Amber, die als Managerin einer italienischen Restaurantkette in Bakersfield (Kalifornien) arbeitet, gewinnt eine All-Inclusive-Reise zum wunderschönen „Institut“ des Franchise-Unternehmens in Pisa. Hierbei hat sie die Gelegenheit Nick, den wohlhabenden und charismatischen Besitzer der Restaurantkette, etwas näher kennenzulernen. Was für sie zu einem romantischen Kurzurlaub hätte werden sollen, entwickelt sich zu einer absoluten Katastrophe.

## Produktion

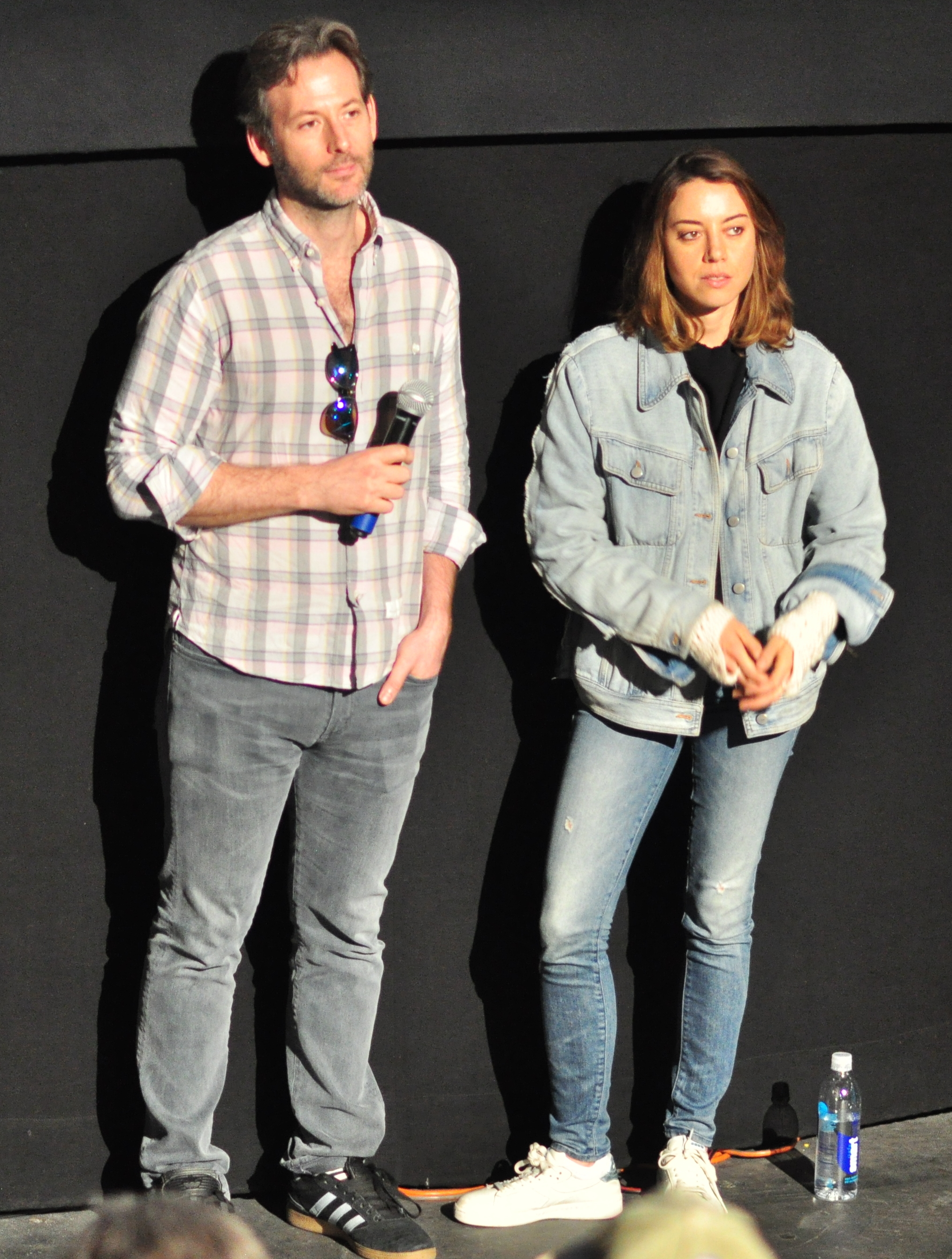
Regie führte Jeff Baena. Seine Frau Aubrey Plaza war bereits in seinem Film The Little Hours in einer Hauptrollen zu sehen

Regie führte Jeff Baena, der gemeinsam mit Alison Brie auch das Drehbuch schrieb.
Brie ist im Film zudem in der Hauptrolle zu sehen. Weitere Rollen wurden mit Aubrey Plaza, Tricia Helfer und Lil Rel Howery besetzt. Wie auch Brie spielte Plaza in Baenas Film The Little Hours von 2017. Zudem war Brie in seinem Film Horse Girl von 2020 in der Hauptrolle zu sehen.
Die Dreharbeiten wurden Anfang Juni 2021 begonnen, kurz nach der Hochzeit von Baena und Plaza. Gedreht wurde in der italienischen Stadt Verona. Als Kameramann fungierte Sean McElwee.
Erste Vorstellungen des Films erfolgten ab dem 12. März 2022 beim South by Southwest Film Festival, wo er in der Sektion Narrative Spotlight gezeigt wurde. Im April 2022 wurde er beim Seattle International Film Festival vorgestellt. Im Juni 2022 wurde er beim Nantucket Film Festival gezeigt. Am 19. August 2022 kam der Film in ausgewählte US-Kinos.

## Rezeption
Die Kritiken fielen bislang gemischt aus.